# Dmitri Serguéyev (piragüista)
Dmitri Serguéyevich Serguéyev –en ruso, Дмитрий Сергеевич Сергеев– (4 de diciembre de 1979) es un deportista ruso que compitió en piragüismo en la modalidad de aguas tranquilas. Ganó cuatro medallas en el Campeonato Europeo de Piragüismo entre los años 2002 y 2008.

## Palmarés internacional
| Campeonato Europeo | Campeonato Europeo | Campeonato Europeo | Campeonato Europeo |
| Año                | Lugar              | Medalla            | Competición        |
| ------------------ | ------------------ | ------------------ | ------------------ |
| 2002               | Szeged (Hungría)   | Medalla de bronce  | C4 1000 m          |
| 2004               | Poznań (Polonia)   | Medalla de plata   | C4 200 m           |
| 2004               | Poznań (Polonia)   | Medalla de plata   | C4 500 m           |
| 2008               | Milán (Italia)     | Medalla de bronce  | C4 500 m           |